# アリソン・トルマン
アリソン・トルマン（Allison Tolman,  1981年11月18日 - ）は、アメリカ合衆国の女優である。

## 来歴
1981年、テキサス州ハリス郡に生まれる。生まれて数か月の頃、一家でイギリスへ移り住み、4歳の頃に再びアメリカへ帰国。10歳の頃から演劇をはじめ、テキサス州にある高校とベイラー大学で引き続き演劇を学んだ。
2006年にテレビシリーズ『プリズン・ブレイク』の脇役として出演して女優デビュー。その後はいくつかのテレビシリーズなどへ出演してキャリアを重ね、2014年にコーエン兄弟の同名映画をテレビシリーズ化した『ファーゴ』のメインキャストに抜擢。同作品ではアメリカの田舎町の女性保安官としてビリー・ボブ・ソーントンやコリン・ハンクス、ボブ・オデンカークらと共演している。同演技は高く評価され、2014年と2015年それぞれでゴールデン・グローブ賞、プライムタイム・エミー賞にノミネートされた。それ以降は順調に出演作品を増やしており、テレビドラマや映画などで活躍している。

## 出演作品

### 映画
- Addicted to Fresno (2015)
- ザ・ギフト The Gift (2015)
- クランプス 魔物の儀式 Crumps (2015)
- Barracuda (2017)
- カジノ・ハウス The House (2017)
- キリング・ガンサー Killing Gunther (2017)
- ゴールデン・リバー The Sisters Brothers (2018)
- Kansas City (2018) ※テレビ映画
- ラスト・シフト The Last Shift (2020)

### テレビドラマ
- プリズン・ブレイク Prison Break (2006)
- バーニーと英語であそぼっ Barney & Friends (2007)
- Sordid Lives: The Series (2008)
- ファーゴ Fargo シーズン1(2014)
- The Mindy Project (2014)
- Hello Ladies (2014)
- Comedy Bang! Bang! (2015)
- マッド・ドッグス Mad Dogs (2016)
- ドランク・ヒストリー Drunk History (2016, 2018)
- Downward Dog (2017)
- Me, Myself and I (2017, 2018)
- I'm Sorry (2017, 2019)
- モザイク～誰がオリヴィア・レイクを殺したか Mosaic (2017, 2018)
- グッドガールズ: 崖っぷちの女たち Good Girls (2018-)
- ブルックリン・ナイン-ナイン Brooklyn Nine-Nine (2018)
- キャッスル・ロック Castle Rock (2018)

### テレビアニメ
- アーチャー Archer (2015)